# John Trudell

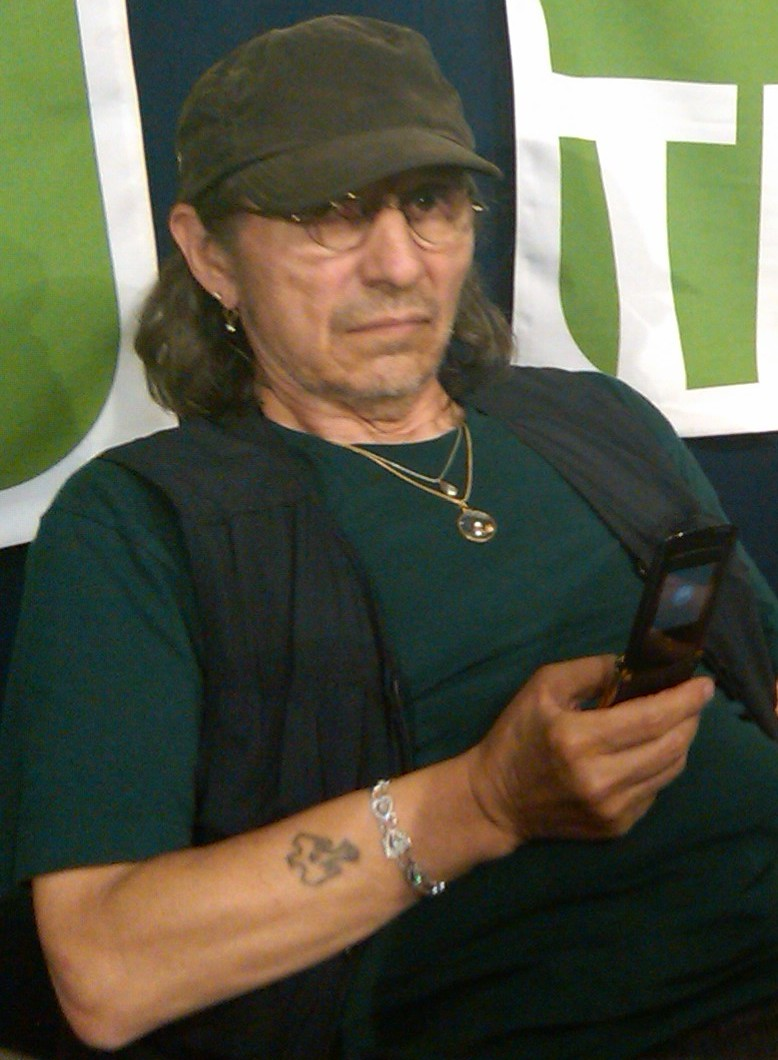
John Trudell (2009)

John Trudell (* 15. Februar 1946 in Omaha, Nebraska; † 8. Dezember 2015 in Santa Clara County, Kalifornien) war ein politischer Aktivist der nordamerikanischen Bewegung von Indigenen, Musiker und Schauspieler. Er wuchs als Sohn eines Santee und einer Mexikanerin in der Nähe des Santee-Reservats bei Omaha auf.

## Leben
John Trudells Vater war Santee Sioux und seine Mutter hatte eine Mexikanisch-Indianische Abstammung. Er war 1963 bis 1969 bei der U.S. Navy und nahm am Vietnam-Krieg teil.
In den Vereinigten Staaten war er 1969/70 an der Besetzung der ehemaligen Gefängnisinsel Alcatraz in der Bucht von San Francisco durch die Indians of All Tribes (englisch für: Indianer aller Stämme) beteiligt und trat dem American Indian Movement bei, dessen Vorsitzender er von 1973 bis 1979/80 war.
Einige Stunden nachdem er am 11. Februar 1979 vor dem FBI-Hauptquartier in Washington, D.C. eine Rede über den Krieg des FBI gegen die Indianer gehalten und eine amerikanische Flagge verbrannt hatte, brannte das Haus seines Schwiegervaters Arthur Manning im Shoshone-Paiute-Reservat von Duck Valley an der Grenze von Idaho/Nevada ab. Dabei kamen Trudells Frau Tina, seine drei Kinder und seine Schwiegermutter ums Leben.
John Trudell geht von Brandstiftung durch das FBI aus.
Nach diesem einschneidenden Erlebnis begann Trudell zu dichten und später seine Gedichte zu vertonen. Erst mit Jackson Browne, dann mit dem Kiowa Jesse Ed Davis. Nach Davis Tod unterlegte er seine Dichtung mit der Musik von Mark Shark.
Trudell betätigte sich auch als Schauspieler. Er war zum Beispiel im Hollywood-Film Halbblut zu sehen.
John Trudell starb am 8. Dezember 2015 im Alter von 69 Jahren an einer Krebserkrankung im Santa Clara County in Kalifornien.

## Auszeichnungen
John Trudell erhielt drei Mal den Native American Music Award, 1998 als Living Legend, 2000 als Artist of the Year und für den Song of the Year für Blue Indians mit Jackson Browne.

## Diskografie
- Tribal Voice (1983)
- Original A.K.A. Graffiti Man (1986)
- But This Isn’t El Salvador (1987)
- Heart Jump Bouquet (1987)
- Fables and Other Realities (1991)
- Child’s Voice: Children of the Earth (1992)
- AKA Grafitti Man (1992)
- Johnny Damas and Me (1994)
- Blue Indians (1999)
- Descendant Now Ancestor (2001)
- Bone Days (2002)
- Live at Fip (2005)
- DNA: Descendant Now Ancestor (2008)
- Children of Earth – Childs Voice (2008)
- Through the Dust (feat. Kwest) (2014)

## Filmografie (Auswahl)
- 1989: Zwei Cheyenne auf dem Highway (Powwow Highway)
- 1992: Halbblut (Thunderheart)
- 1994: Auf brennendem Eis (On Deadly Ground)
- 1996: Extrem … mit allen Mitteln (Extreme Measures)
- 1998: Smoke Signals
- 2003: Dreamkeeper
- 2005: Trudell
- 2012: Dark Blood